# بني الحسام (الجميمة)

تعديل مصدري - تعديل

بني الحسام هي إحدى قرى عزلة الجميمة بمديرية الجميمة التابعة لمحافظة حجة، بلغ تعداد سكانها 1635 نسمة حسب تعداد اليمن لعام 2004.